# George Beauclerk, 3:e hertig av Saint Albans
George Beauclerk, 3:e hertig av Saint Albans, född den 25 juni 1730, död den 1 februari 1786 i Bryssel, var en brittisk ädling. Han var son till Charles Beauclerk, 2:e hertig av Saint Albans.
Han fungerade som High Steward of Windsor från 1751 och blev också utnämnd till kabinettskammarherre av Georg II av Storbritannien detta år. Dessutom fungerade han som lordlöjtnant över Berkshire 1751–1760 och 1771–1785.
Han gifte sig 1752 i London med Jane Roberts (1732–1778), dotter till sir Walter Roberts. Äktenskapet blev barnlöst och han efterträddes därför som hertig av sin kusin, George Beauclerk, 4:e hertig av Saint Albans.

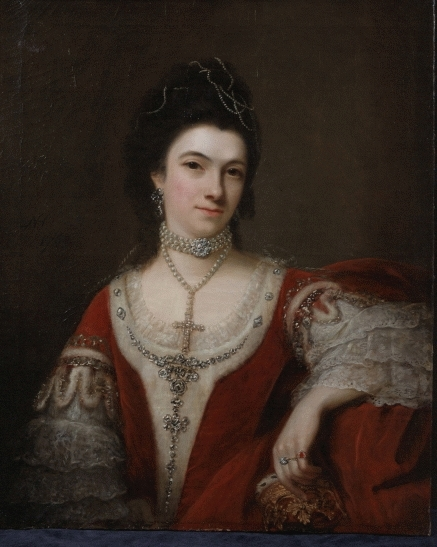
Jane Roberts, hertiginna av Saint Albans, ca 1768.